# Footwork FA17
La Footwork FA17 è una monoposto di Formula 1 costruita dalla scuderia Footwork per partecipare al campionato mondiale di Formula 1 1996.
La vettura era una diretta evoluzione della sua diretta antenata, la FA16, di nuovo spinta da un poco competitivo motore Hart V8 e per tutto l'anno si dimostrò una delle vetture più lente del lotto, complici anche le difficoltà economiche del team che non ne consentirono lo sviluppo e che resero necessario l'ingaggio di due piloti paganti, ovvero l'esordiente brasiliano Ricardo Rossett e l'olandese Jos Verstappen. Proprio quest'ultimo fu autore delle migliori prestazioni del team conquistando l'unico punto della stagione grazie al 6º posto in Argentina. Sempre Verstappen si rese protagonista poi di uno spettacolare incidente in Belgio, fortunatamente senza conseguenze. 
La stagione terminò con un deludente 9º posto in classifica e solo 1 punto all'attivo. 